# 1969 en Alberta
Chronologie de l'Alberta
- 1965
- 1966
- 1967
- 1968
- 1969
- 1970
- 1971
- 1972
- 1973

Cette page concerne des événements qui se sont produits durant l'année 1969 dans la province canadienne de l'Alberta.

## Politique
- Premier ministre :   Harry Strom du Crédit social
- Chef de l'Opposition : Peter Lougheed
- Lieutenant-gouverneur :  J. W. Grant MacEwan.
- Législature :

## Événements
- Mise en service du Capilano Bridge, pont routier de 311.30 mètres de longueur situé à Edmonton[1].

## Naissances

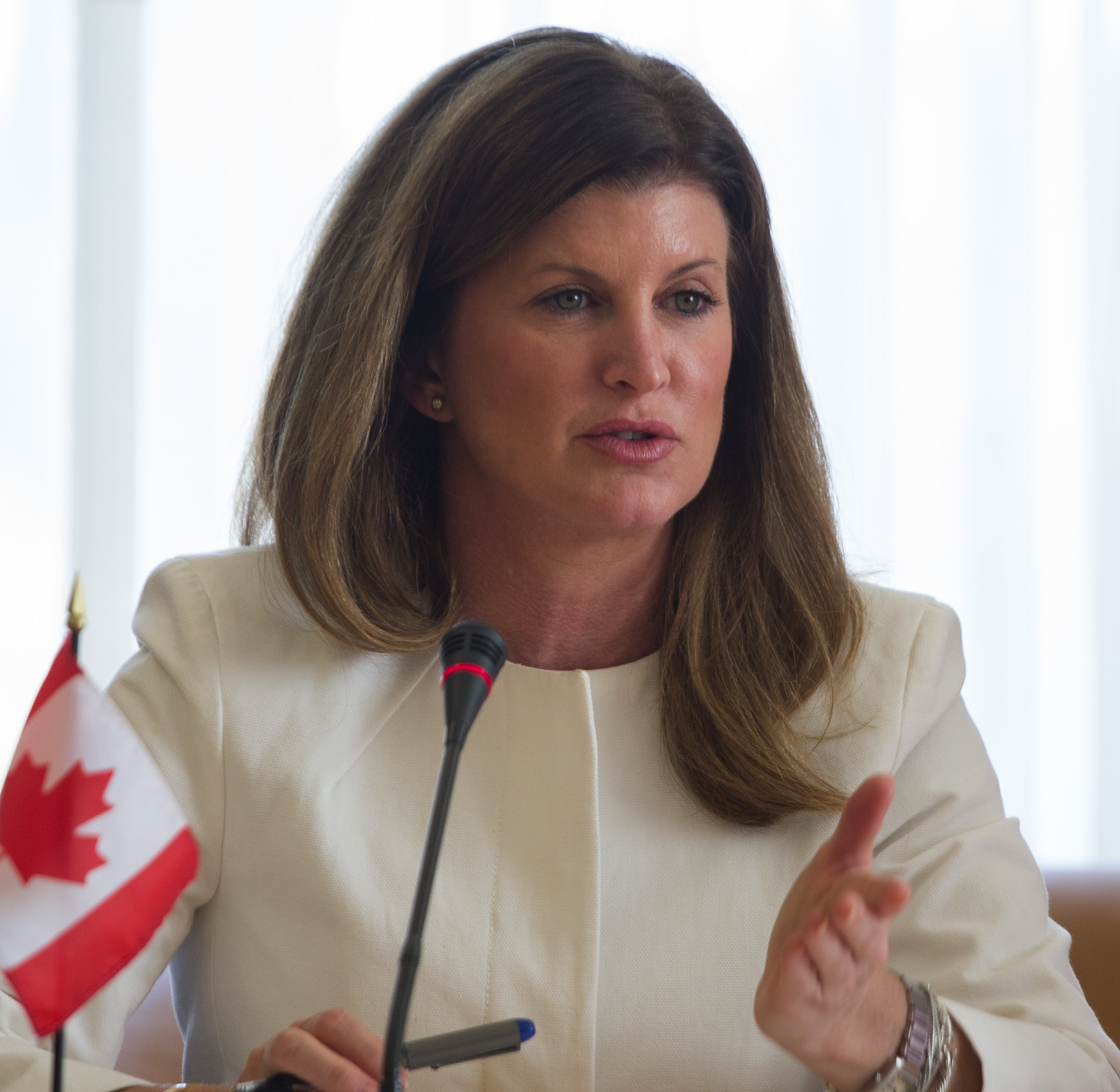
Rona Ambrose en 2014

- Raymond « Ray » Muzyka, né à Edmonton, est avec Greg Zeschuk le cofondateur du studio BioWare en 1995.
- Greg Zeschuk, né à Edmonton, cofondateur de BioWare avec Ray Muzyka. Il en a été le vice-président et le directeur de création jusqu'au rachat du studio par Electronic Arts[2].
- 8 janvier : Kyle Carter, né à Calgary, cavalier canadien de concours complet.
- 29 janvier : Karen Fonteyne, née à Calgary, pratiquante de natation synchronisée canadienne.
- 2 février : Travis Charest, coloriste, dessinateur et encreur franco-canadien né à Leduc. Il est membre de la communauté franco-albertaine et bilingue. Il est notamment l’auteur de WildC.A.T.s, et des couvertures (covers) de X-Men, The Outsiders, Batman, etc.
- 5 février : Jackson Penney (né à Edmonton), joueur de hockey sur glace canadien.
- 12 février : Brad Werenka (né à Two Hills), joueur professionnel canadien de hockey sur glace[3].
- 21 février : Wayne Andrew McBean (né à Calgary), joueur professionnel de hockey sur glace ayant évolué à la position de défenseur.
- 7 mars : Geoff Arthur Smith (né  à Edmonton), joueur professionnel canadien de hockey sur glace. Il évoluait au poste de défenseur[4].
- 15 mars : Ronalee Chapchuk Ambrose, dite Rona Ambrose, née à Valleyview (Alberta), femme politique canadienne. Siégeant à la Chambre des communes du Canada de 2004 à 2017, elle occupe plusieurs postes de ministre dans le cabinet de Stephen Harper de 2006 à 2015. Du 5 novembre 2015 au 27 mai 2017, elle est également chef intérimaire du Parti conservateur et de ce fait chef de l'opposition officielle.
- 30 mars : Mark Astley (né à Calgary), joueur canadien de hockey sur glace. Lors des Jeux olympiques d'hiver de 1994, il remporte la médaille d'argent[5].
- 26 mai : Wayne Hynes (né à Calgary), joueur canado-allemand de hockey sur glace.
- 4 septembre : Alex Hicks (né à Calgary), joueur professionnel canadien de hockey sur glace. Il évoluait au poste d'ailier gauche[6].
- 12 octobre : Cary Mullen, né à Calgary, skieur alpin canadien.
- 5 novembre : Ken Sutton (né à Edmonton), joueur professionnel de hockey sur glace. Il évolue entre 1989 et 2003 au poste de défenseur dans différentes équipes d'Amérique du Nord que ce soit dans la Ligue américaine de hockey ou dans la Ligue nationale de hockey avant de jouer trois dernières saisons en Allemagne.